# Rudka (rejon żabinecki)
Rudka (biał. Рудка, Rudka; ros. Рудка, Rudka) – wieś na Białorusi, w obwodzie brzeskim, w rejonie żabineckim, w sielsowiecie Chmielewo.

## Historia
Pod zaborami i II Rzeczypospolitej wieś i majątek ziemski (folwark). W XIX i w początkach XX w. położona była w Rosji, w guberni grodzieńskiej, w powiecie kobryńskim, w gminie Zbirohi.
W dwudziestoleciu międzywojennym leżała w Polsce, w województwie poleskim, w powiecie kobryńskim, do 18 kwietnia 1928 w gminie Zbirohi, następnie w gminie Żabinka. W 1921 wieś liczyła 75 mieszkańców, zamieszkałych w 17 budynkach, w tym 63 Polaków i 12 Białorusinów. 70 mieszkańców było wyznania prawosławnego i 5 rzymskokatolickiego. Folwark liczył zaś 8 mieszkańców, zamieszkałych w 1 budynku, wyłącznie Polaków. 4 mieszkańców było wyznania rzymskokatolickiego i 4 prawosławnego.
Po II wojnie światowej w granicach Związku Sowieckiego. Od 1991 w niepodległej Białorusi.